# Lista de ciclistas nos Jogos Olímpicos de Verão de 2012
Esta é uma lista de todos os ciclistas que competiram nos Jogos Olímpicos de Verão de 2012 em Londres, Reino Unido. Um total de 505 ciclistas de 74 países competiram nos 18 eventos de ciclismo nas disciplinas: BMX, MTB, ciclismo de estrada e ciclismo de pista.
A holandesa Ellen van Dijk e a alemã Judith Arndt competiram tanto na pista, quanto na estrada em três eventos diferentes. O ciclista mais jovem foi Mathias Møller Nielsen da Dinamarca (18 anos, 137 dias), e a ciclista mais velha foi María Luisa Calle da Colômbia (43 anos, 308 dias).

## Ciclistas olímpicos de 2012
| Ciclista                  | País                  | Disciplina | Evento                            |
| ------------------------- | --------------------- | ---------- | --------------------------------- |
| Laura Abril               | COL Colômbia          | MTB        | Cross-country feminino            |
| Julien Absalon            | FRA França            | MTB        | Cross-country masculino           |
| Na Ah-Reum                | KOR Coreia do Sul     | Estrada    | Corrida em estrada feminina       |
| Ahmet Akdilek             | TUR Turquia           | Estrada    | Corrida em estrada masculina      |
| Ahmet Akdilek             | TUR Turquia           | Estrada    | Estrada contrarrelógio masculino  |
| Michael Albasini          | SUI Suíça             | Estrada    | Corrida em estrada masculina      |
| Michael Albasini          | SUI Suíça             | Estrada    | Estrada contrarrelógio masculino  |
| Arnold Alcolea            | CUB Cuba              | Estrada    | Corrida em estrada masculina      |
| Sandra Aleksejeva         | LAT Letônia           | BMX        | BMX feminino                      |
| Andrey Amador             | CRC Costa Rica        | Estrada    | Corrida em estrada masculina      |
| Alena Amialiusik          | BLR Bielorrússia      | Estrada    | Corrida em estrada feminina       |
| Alyona Andruk             | UKR Ucrânia           | Estrada    | Corrida em estrada feminina       |
| Tatiana Antoshina         | RUS Rússia            | Estrada    | Corrida em estrada feminina       |
| Tatiana Antoshina         | RUS Rússia            | Estrada    | Estrada contrarrelógio feminino   |
| Juan Arango               | COL Colômbia          | Pista      | Omnium masculino                  |
| Juan Arango               | COL Colômbia          | Pista      | Perseguição por equipes masculino |
| Yukiya Arashiro           | JPN Japão             | Estrada    | Corrida em estrada masculina      |
| Shane Archbold            | NZL Nova Zelândia     | Pista      | Omnium masculino                  |
| Lizzie Armitstead         | GBR Grã-Bretanha      | Estrada    | Corrida em estrada feminina       |
| Lizzie Armitstead         | GBR Grã-Bretanha      | Estrada    | Estrada contrarrelógio feminino   |
| Kristin Armstrong         | USA Estados Unidos    | Estrada    | Corrida em estrada feminina       |
| Kristin Armstrong         | USA Estados Unidos    | Estrada    | Estrada contrarrelógio feminino   |
| Judith Arndt              | GER Alemanha          | Estrada    | Corrida em estrada feminina       |
| Judith Arndt              | GER Alemanha          | Estrada    | Estrada contrarrelógio feminino   |
| Judith Arndt              | GER Alemanha          | Pista      | Perseguição por equipes feminino  |
| Marios Athanasiadis       | CYP Chipre            | MTB        | Cross-country masculino           |
| Edwin Ávila               | COL Colômbia          | Pista      | Perseguição por equipes masculino |
| Azizulhasni Awang         | MAS Malásia           | Pista      | Velocidade masculino              |
| Azizulhasni Awang         | MAS Malásia           | Pista      | Keirin masculino                  |
| Monia Baccaille           | ITA Itália            | Estrada    | Corrida em estrada feminina       |
| Gediminas Bagdonas        | LTU Lituânia          | Estrada    | Corrida em estrada masculina      |
| Maik Baier                | GER Alemanha          | BMX        | BMX masculino                     |
| Lars Bak                  | DEN Dinamarca         | Estrada    | Corrida em estrada masculina      |
| Lars Bak                  | DEN Dinamarca         | Estrada    | Estrada contrarrelógio masculino  |
| Albert Barcelo            | ESP Espanha           | Pista      | Perseguição por equipes masculino |
| Marc Bassingthwaighte     | NAM Namíbia           | MTB        | Cross-country masculino           |
| Polona Batagelj           | SLO Eslovênia         | Estrada    | Corrida em estrada feminina       |
| Emily Batty               | CAN Canadá            | MTB        | Cross-country feminino            |
| Jack Bauer                | NZL Nova Zelândia     | Estrada    | Corrida em estrada masculina      |
| Jack Bauer                | NZL Nova Zelândia     | Estrada    | Estrada contrarrelógio masculino  |
| Grégory Baugé             | FRA França            | Pista      | Velocidade masculino              |
| Grégory Baugé             | FRA França            | Pista      | Velocidade por equipes masculino  |
| Dotsie Bausch             | USA Estados Unidos    | Pista      | Perseguição por equipes feminino  |
| Assan Bazayev             | KAZ Cazaquistão       | Estrada    | Corrida em estrada masculina      |
| Assan Bazayev             | KAZ Cazaquistão       | Estrada    | Estrada contrarrelógio masculino  |
| Charlotte Becker          | GER Alemanha          | Estrada    | Corrida em estrada feminina       |
| Charlotte Becker          | GER Alemanha          | Pista      | Perseguição por equipes feminino  |
| Zachary Bell              | CAN Canadá            | Pista      | Omnium masculino                  |
| Yana Belomoyna            | UKR Ucrânia           | MTB        | Cross-country feminino            |
| Barbara Benkó             | HUN Hungria           | MTB        | Cross-country feminino            |
| Fumiyuki Beppu            | JPN Japão             | Estrada    | Corrida em estrada masculina      |
| Fumiyuki Beppu            | JPN Japão             | Estrada    | Estrada contrarrelógio masculino  |
| Oleg Berdos               | MDA Moldávia          | Estrada    | Corrida em estrada masculina      |
| Pablo Bernal              | ESP Espanha           | Pista      | Perseguição por equipes masculino |
| Sam Bewley                | NZL Nova Zelândia     | Pista      | Perseguição por equipes masculino |
| Aude Biannic              | FRA França            | Estrada    | Corrida em estrada feminina       |
| Maciej Bielecki           | POL Polônia           | Pista      | Velocidade por equipes masculino  |
| Raymon van der Biezen     | NED Países Baixos     | BMX        | BMX masculino                     |
| Edvald Boasson Hagen      | NOR Noruega           | Estrada    | Corrida em estrada masculina      |
| Edvald Boasson Hagen      | NOR Noruega           | Estrada    | Estrada contrarrelógio masculino  |
| Jack Bobridge             | AUS Austrália         | Pista      | Perseguição por equipes masculino |
| Yelyzaveta Bochkaryova    | UKR Ucrânia           | Pista      | Perseguição por equipes feminino  |
| Maciej Bodnar             | POL Polônia           | Estrada    | Corrida em estrada masculina      |
| Maciej Bodnar             | POL Polônia           | Estrada    | Estrada contrarrelógio masculino  |
| Grega Bole                | SLO Eslovênia         | Estrada    | Corrida em estrada masculina      |
| Lars Boom                 | NED Países Baixos     | Estrada    | Corrida em estrada masculina      |
| Lars Boom                 | NED Países Baixos     | Estrada    | Estrada contrarrelógio masculino  |
| Tom Boonen                | BEL Bélgica           | Estrada    | Corrida em estrada masculina      |
| Sergey Borisov            | RUS Rússia            | Pista      | Keirin masculino                  |
| Sergey Borisov            | RUS Rússia            | Pista      | Velocidade por equipes masculino  |
| Mickaël Bourgain          | FRA França            | Estrada    | Corrida em estrada masculina      |
| Mickaël Bourgain          | FRA França            | Pista      | Keirin masculino                  |
| Borut Božič               | SLO Eslovênia         | Estrada    | Corrida em estrada masculina      |
| Janez Brajkovič           | SLO Eslovênia         | Estrada    | Corrida em estrada masculina      |
| Janez Brajkovič           | SLO Eslovênia         | Estrada    | Estrada contrarrelógio masculino  |
| Lisa Brennauer            | GER Alemanha          | Pista      | Perseguição por equipes feminino  |
| Matti Breschel            | DEN Dinamarca         | Estrada    | Corrida em estrada masculina      |
| Julie Bresset             | FRA França            | MTB        | Cross-country feminino            |
| Luis Brethauer            | GER Alemanha          | BMX        | BMX masculino                     |
| Giorgia Bronzini          | ITA Itália            | Estrada    | Corrida em estrada masculina      |
| Piotr Brzózka             | POL Polônia           | MTB        | Cross-country masculino           |
| Caroline Buchanan         | AUS Austrália         | BMX        | BMX feminino                      |
| Steven Burke              | GBR Grã-Bretanha      | Pista      | Perseguição por equipes masculino |
| Philip Buys               | RSA África do Sul     | MTB        | Cross-country masculino           |
| Jan Bárta                 | CZE Chéquia           | Estrada    | Corrida em estrada masculina      |
| Quentin Caleyron          | FRA França            | BMX        | BMX masculino                     |
| María Luisa Calle         | COL Colômbia          | Pista      | Omnium masculino                  |
| Daniel Caluag             | PHI Filipinas         | BMX        | BMX masculino                     |
| Fabian Cancellara         | SUI Suíça             | Estrada    | Corrida em estrada masculina      |
| Fabian Cancellara         | SUI Suíça             | Estrada    | Estrada contrarrelógio masculino  |
| Hersony Canelón           | VEN Venezuela         | Pista      | Velocidade masculino              |
| Hersony Canelón           | VEN Venezuela         | Pista      | Keirin masculino                  |
| Hersony Canelón           | VEN Venezuela         | Pista      | Velocidade por equipes masculino  |
| Noemi Cantele             | ITA Itália            | Estrada    | Corrida em estrada feminina       |
| Noemi Cantele             | ITA Itália            | Estrada    | Estrada contrarrelógio feminino   |
| Manuel Antonio Cardoso    | POR Portugal          | Estrada    | Corrida em estrada masculina      |
| Gillian Carleton          | CAN Canadá            | Pista      | Perseguição por equipes feminino  |
| Arles Castro              | COL Colômbia          | Pista      | Perseguição por equipes masculino |
| Jonathan Castroviejo      | ESP Espanha           | Estrada    | Corrida em estrada masculina      |
| Jonathan Castroviejo      | ESP Espanha           | Estrada    | Estrada contrarrelógio masculino  |
| Mark Cavendish            | GBR Grã-Bretanha      | Estrada    | Corrida em estrada masculina      |
| Cheng Changsong           | CHN China             | Pista      | Velocidade por equipes masculino  |
| Sylvain Chavanel          | FRA França            | Estrada    | Corrida em estrada masculina      |
| Sylvain Chavanel          | FRA França            | Estrada    | Estrada contrarrelógio masculino  |
| Chan Chun Hing            | HKG Hong Kong         | MTB        | Cross-country masculino           |
| Ondřej Cink               | CZE Chéquia           | MTB        | Cross-country masculino           |
| Sandie Clair              | FRA França            | Pista      | Velocidade por equipes feminino   |
| Ed Clancy                 | GBR Grã-Bretanha      | Pista      | Omnium masculino                  |
| Ed Clancy                 | GBR Grã-Bretanha      | Pista      | Perseguição por equipes masculino |
| Carlos Coloma-Nicolas     | ESP Espanha           | MTB        | Cross-country masculino           |
| Nicole Cooke              | GBR Grã-Bretanha      | Estrada    | Corrida em estrada masculina      |
| Bryan Coquard             | FRA França            | Pista      | Omnium masculino                  |
| Audrey Cordon             | FRA França            | Estrada    | Corrida em estrada feminina       |
| Audrey Cordon             | FRA França            | Estrada    | Estrada contrarrelógio feminino   |
| Dominique Cornu           | BEL Bélgica           | Pista      | Perseguição por equipes masculino |
| Rui Costa                 | POR Portugal          | Estrada    | Corrida em estrada masculina      |
| Brooke Crain              | USA Estados Unidos    | BMX        | BMX feminino                      |
| Dan Craven                | NAM Namíbia           | Estrada    | Corrida em estrada masculina      |
| Virginie Cueff            | FRA França            | Pista      | Velocidade feminino               |
| Virginie Cueff            | FRA França            | Pista      | Velocidade por equipes feminino   |
| Michaël D'Almeida         | FRA França            | Pista      | Velocidade por equipes masculino  |
| Jolien D'Hoore            | BEL Bélgica           | Pista      | Omnium feminino                   |
| Fernanda da Silva         | BRA Brasil            | Estrada    | Corrida em estrada feminina       |
| Gunn-Rita Dahle Flesjå    | NOR Noruega           | MTB        | Cross-country feminino            |
| Joris Daudet              | FRA França            | BMX        | BMX masculino                     |
| Lea Davison               | USA Estados Unidos    | MTB        | Cross-country feminino            |
| Aleksandra Dawidowicz     | POL Polônia           | MTB        | Cross-country feminino            |
| Eddie Dawkins             | NZL Nova Zelândia     | Pista      | Velocidade masculino              |
| Eddie Dawkins             | NZL Nova Zelândia     | Pista      | Velocidade por equipes masculino  |
| Kenny De Ketele           | BEL Bélgica           | Pista      | Perseguição por equipes masculino |
| Manuel de Vecchi          | ITA Itália            | BMX        | BMX masculino                     |
| Liesbet De Vocht          | BEL Bélgica           | Estrada    | Corrida em estrada feminina       |
| Liesbet De Vocht          | BEL Bélgica           | Estrada    | Estrada contrarrelógio feminino   |
| John Degenkolb            | GER Alemanha          | Estrada    | Corrida em estrada masculina      |
| Rohan Dennis              | AUS Austrália         | Pista      | Perseguição por equipes masculino |
| Laurent Didier            | LUX Luxemburgo        | Estrada    | Corrida em estrada masculina      |
| Ellen van Dijk            | NED Países Baixos     | Estrada    | Corrida em estrada feminina       |
| Ellen van Dijk            | NED Países Baixos     | Estrada    | Estrada contrarrelógio feminino   |
| Ellen van Dijk            | NED Países Baixos     | Pista      | Perseguição por equipes feminino  |
| Denis Dmitriev            | RUS Rússia            | Pista      | Velocidade masculino              |
| Denis Dmitriev            | RUS Rússia            | Pista      | Velocidade por equipes masculino  |
| Ingrid Drexel             | MEX México            | Estrada    | Corrida em estrada masculina      |
| Fabio Duarte              | COL Colômbia          | Estrada    | Corrida em estrada masculina      |
| Fabio Duarte              | COL Colômbia          | Estrada    | Estrada contrarrelógio masculino  |
| Arnaud Dubois             | BEL Bélgica           | BMX        | BMX masculino                     |
| Jonathan Dufrasne         | BEL Bélgica           | Pista      | Perseguição por equipes masculino |
| Timmy Duggan              | USA Estados Unidos    | Estrada    | Corrida em estrada masculina      |
| Alena Dylko               | BLR Bielorrússia      | Pista      | Perseguição por equipes feminino  |
| Arnaud Démare             | FRA França            | Estrada    | Corrida em estrada masculina      |
| Annette Edmondson         | AUS Austrália         | Pista      | Omnium feminino                   |
| Annette Edmondson         | AUS Austrália         | Pista      | Perseguição por equipes feminino  |
| Bernhard Eisel            | AUT Áustria           | Estrada    | Corrida em estrada masculina      |
| Lauren Ellis              | NZL Nova Zelândia     | Pista      | Perseguição por equipes feminino  |
| Martin Elmiger            | SUI Suíça             | Estrada    | Corrida em estrada masculina      |
| René Enders               | GER Alemanha          | Pista      | Velocidade por equipes masculino  |
| Alexandra Engen           | SWE Suécia            | MTB        | Cross-country feminino            |
| Bernard Esterhuizen       | RSA África do Sul     | Pista      | Velocidade masculino              |
| Lee Eun-Ji                | KOR Coreia do Sul     | Pista      | Velocidade por equipes feminino   |
| Cadel Evans               | AUS Austrália         | Estrada    | Corrida em estrada masculina      |
| Emilia Fahlin             | SWE Suécia            | Estrada    | Corrida em estrada feminina       |
| Emilia Fahlin             | SWE Suécia            | Estrada    | Estrada contrarrelógio feminino   |
| Emilio Falla              | ECU Equador           | BMX        | BMX masculino                     |
| Jiang Fan                 | CHN China             | Pista      | Perseguição por equipes feminino  |
| Tyler Farrar              | USA Estados Unidos    | Estrada    | Corrida em estrada masculina      |
| Clemilda Fernandes        | BRA Brasil            | Estrada    | Corrida em estrada feminina       |
| Clemilda Fernandes        | BRA Brasil            | Estrada    | Estrada contrarrelógio feminino   |
| Janildes Fernandes        | BRA Brasil            | Estrada    | Corrida em estrada masculina      |
| Pauline Ferrand-Prévot    | FRA França            | Estrada    | Corrida em estrada feminina       |
| Pauline Ferrand-Prévot    | FRA França            | MTB        | Cross-country feminino            |
| Connor Fields             | USA Estados Unidos    | BMX        | BMX masculino                     |
| Murilo Fischer            | BRA Brasil            | Estrada    | Corrida em estrada masculina      |
| Marco Aurelio Fontana     | ITA Itália            | MTB        | Cross-country masculino           |
| Chris Froome              | GBR Grã-Bretanha      | Estrada    | Corrida em estrada masculina      |
| Chris Froome              | GBR Grã-Bretanha      | Estrada    | Estrada contrarrelógio masculino  |
| Jakob Fuglsang            | DEN Dinamarca         | Estrada    | Corrida em estrada masculina      |
| Jakob Fuglsang            | DEN Dinamarca         | Estrada    | Estrada contrarrelógio masculino  |
| Manuel Fumic              | GER Alemanha          | MTB        | Cross-country masculino           |
| Robert Förstemann         | GER Alemanha          | Pista      | Velocidade masculino              |
| Robert Förstemann         | GER Alemanha          | Pista      | Velocidade por equipes masculino  |
| Tony Gallopin             | FRA França            | Estrada    | Corrida em estrada masculina      |
| Diana María García        | COL Colômbia          | Pista      | Velocidade por equipes feminino   |
| Evelyn García             | ESA El Salvador       | Estrada    | Corrida em estrada feminina       |
| Danielys García           | VEN Venezuela         | Estrada    | Corrida em estrada feminina       |
| Tejay van Garderen        | USA Estados Unidos    | Estrada    | Corrida em estrada masculina      |
| Gonzalo Garrido           | CHI Chile             | Estrada    | Corrida em estrada masculina      |
| Aaron Gate                | NZL Nova Zelândia     | Pista      | Perseguição por equipes masculino |
| Juliana Gaviria           | COL Colômbia          | Pista      | Velocidade feminino               |
| Juliana Gaviria           | COL Colômbia          | Pista      | Keirin feminino                   |
| Juliana Gaviria           | COL Colômbia          | Pista      | Velocidade por equipes feminino   |
| Alexander Gehbauer        | AUT Áustria           | MTB        | Cross-country masculino           |
| Twan van Gendt            | NED Países Baixos     | BMX        | BMX masculino                     |
| Simon Gerrans             | AUS Austrália         | Estrada    | Corrida em estrada masculina      |
| Robert Gesink             | NED Países Baixos     | Estrada    | Corrida em estrada masculina      |
| Tomás Gil                 | VEN Venezuela         | Estrada    | Corrida em estrada masculina      |
| Tomás Gil                 | VEN Venezuela         | Estrada    | Estrada contrarrelógio masculino  |
| Philippe Gilbert          | BEL Bélgica           | Estrada    | Corrida em estrada masculina      |
| Philippe Gilbert          | BEL Bélgica           | Estrada    | Estrada contrarrelógio masculino  |
| Shara Gillow              | AUS Austrália         | Estrada    | Corrida em estrada feminina       |
| Shara Gillow              | AUS Austrália         | Estrada    | Estrada contrarrelógio feminino   |
| Jasmin Glaesser           | CAN Canadá            | Pista      | Perseguição por equipes feminino  |
| Matthew Glaetzer          | AUS Austrália         | Pista      | Velocidade por equipes masculino  |
| Ekaterina Gnidenko        | RUS Rússia            | Pista      | Velocidade feminino               |
| Ekaterina Gnidenko        | RUS Rússia            | Pista      | Keirin feminino                   |
| Yumari González           | CUB Cuba              | Estrada    | Corrida em estrada feminina       |
| Angie González            | VEN Venezuela         | Pista      | Omnium feminino                   |
| Jelle van Gorkom          | NED Países Baixos     | BMX        | BMX masculino                     |
| Paula Gorycka             | POL Polônia           | MTB        | Cross-country feminino            |
| Matthew Goss              | AUS Austrália         | Estrada    | Corrida em estrada masculina      |
| Westley Gough             | NZL Nova Zelândia     | Pista      | Perseguição por equipes masculino |
| Georgia Gould             | USA Estados Unidos    | MTB        | Cross-country feminino            |
| Michał Gołaś              | POL Polônia           | Estrada    | Corrida em estrada masculina      |
| Bert Grabsch              | GER Alemanha          | Estrada    | Corrida em estrada masculina      |
| Bert Grabsch              | GER Alemanha          | Estrada    | Estrada contrarrelógio masculino  |
| André Greipel             | GER Alemanha          | Estrada    | Corrida em estrada masculina      |
| Robyn de Groot            | RSA África do Sul     | Estrada    | Corrida em estrada feminina       |
| Byron Guama               | ECU Equador           | Estrada    | Corrida em estrada masculina      |
| Tatiana Guderzo           | ITA Itália            | Estrada    | Corrida em estrada feminina       |
| Tatiana Guderzo           | ITA Itália            | Estrada    | Estrada contrarrelógio feminino   |
| Lisandra Guerra           | CUB Cuba              | Pista      | Velocidade feminino               |
| Lisandra Guerra           | CUB Cuba              | Pista      | Keirin feminino                   |
| Loes Gunnewijk            | NED Países Baixos     | Estrada    | Corrida em estrada feminina       |
| Spas Gyurov               | BUL Bulgária          | Estrada    | Corrida em estrada masculina      |
| Soufiane Haddi            | MAR Marrocos          | Estrada    | Corrida em estrada masculina      |
| Alireza Haghi             | IRI Irã               | Estrada    | Corrida em estrada masculina      |
| Alireza Haghi             | IRI Irã               | Estrada    | Estrada contrarrelógio masculino  |
| Mayuko Hagiwara           | JPN Japão             | Estrada    | Corrida em estrada feminina       |
| Aurelie Halbwachs         | MRI Maurício          | Estrada    | Corrida em estrada feminina       |
| Muradjan Halmuratov       | UZB Uzbequistão       | Estrada    | Corrida em estrada masculina      |
| Svitlana Halyuk           | UKR Ucrânia           | Pista      | Perseguição por equipes feminino  |
| Sarah Hammer              | USA Estados Unidos    | Pista      | Omnium feminino                   |
| Sarah Hammer              | USA Estados Unidos    | Pista      | Perseguição por equipes feminino  |
| Karen Hanlen              | NZL Nova Zelândia     | MTB        | Cross-country feminino            |
| Lasse Norman Hansen       | DEN Dinamarca         | Pista      | Omnium masculino                  |
| Lasse Norman Hansen       | DEN Dinamarca         | Pista      | Perseguição por equipes masculino |
| Natasha Hansen            | NZL Nova Zelândia     | Pista      | Velocidade feminino               |
| Natasha Hansen            | NZL Nova Zelândia     | Pista      | Keirin feminino                   |
| Omar Hasanin              | SYR Síria             | Estrada    | Corrida em estrada masculina      |
| Levi Heimans              | NED Países Baixos     | Pista      | Perseguição por equipes masculino |
| Sergio Henao              | COL Colômbia          | Estrada    | Corrida em estrada masculina      |
| Rebecca Henderson         | AUS Austrália         | MTB        | Cross-country feminino            |
| Greg Henderson            | NZL Nova Zelândia     | Estrada    | Corrida em estrada masculina      |
| Ludivine Henrion          | BEL Bélgica           | Estrada    | Corrida em estrada feminina       |
| Michael Hepburn           | AUS Austrália         | Pista      | Perseguição por equipes masculino |
| David Herman              | USA Estados Unidos    | BMX        | BMX masculino                     |
| José Antonio Hermida      | ESP Espanha           | MTB        | Cross-country masculino           |
| Stefany Hernandez         | VEN Venezuela         | BMX        | BMX feminino                      |
| Ryder Hesjedal            | CAN Canadá            | Estrada    | Corrida em estrada masculina      |
| Ryder Hesjedal            | CAN Canadá            | Estrada    | Estrada contrarrelógio masculino  |
| Yvonne Hijgenaar          | NED Países Baixos     | Pista      | Velocidade por equipes feminino   |
| Philip Hindes             | GBR Grã-Bretanha      | Pista      | Velocidade por equipes masculino  |
| Aneta Hladíková           | CZE Chéquia           | BMX        | BMX feminino                      |
| Cho Ho-Sung               | KOR Coreia do Sul     | Pista      | Omnium masculino                  |
| Chris Horner              | USA Estados Unidos    | Estrada    | Corrida em estrada masculina      |
| Derek Horton              | GUM Guam              | MTB        | Cross-country masculino           |
| Chloe Hosking             | AUS Austrália         | Estrada    | Corrida em estrada feminina       |
| Melissa Hoskins           | AUS Austrália         | Pista      | Perseguição por equipes feminino  |
| Rudi van Houts            | NED Países Baixos     | MTB        | Cross-country masculino           |
| Chris Hoy                 | GBR Grã-Bretanha      | Pista      | Keirin masculino                  |
| Chris Hoy                 | GBR Grã-Bretanha      | Pista      | Velocidade por equipes masculino  |
| Andriy Hryvko             | UKR Ucrânia           | Estrada    | Corrida em estrada masculina      |
| Clara Hughes              | CAN Canadá            | Estrada    | Corrida em estrada feminina       |
| Clara Hughes              | CAN Canadá            | Estrada    | Estrada contrarrelógio feminino   |
| Jenning Huizenga          | NED Países Baixos     | Pista      | Perseguição por equipes masculino |
| Yauheni Hutarovich        | BLR Bielorrússia      | Estrada    | Corrida em estrada masculina      |
| Lee Hye-Jin               | KOR Coreia do Sul     | Pista      | Velocidade feminino               |
| Lee Hye-Jin               | KOR Coreia do Sul     | Pista      | Keirin feminino                   |
| Lee Hye-Jin               | KOR Coreia do Sul     | Pista      | Velocidade por equipes feminino   |
| Periklis Ilias            | GRE Grécia            | MTB        | Cross-country masculino           |
| Daryl Impey               | RSA África do Sul     | Estrada    | Corrida em estrada masculina      |
| Martyn Irvine             | IRL Irlanda           | Pista      | Omnium masculino                  |
| Vladimir Isaichev         | RUS Rússia            | Estrada    | Corrida em estrada masculina      |
| Adil Jelloul              | MAR Marrocos          | Estrada    | Corrida em estrada masculina      |
| Andrés Jiménez Caicedo    | COL Colômbia          | BMX        | BMX masculino                     |
| Liang Jing                | CHN China             | Pista      | Perseguição por equipes feminino  |
| Gong Jinjie               | CHN China             | Pista      | Velocidade por equipes feminino   |
| Emma Johansson            | SWE Suécia            | Estrada    | Corrida em estrada feminina       |
| Emma Johansson            | SWE Suécia            | Estrada    | Estrada contrarrelógio feminino   |
| David Juaneda             | ESP Espanha           | Pista      | Perseguição por equipes masculino |
| Geoff Kabush              | CAN Canadá            | MTB        | Cross-country masculino           |
| Miraç Kal                 | TUR Turquia           | Estrada    | Corrida em estrada masculina      |
| Irina Kalentieva          | RUS Rússia            | MTB        | Cross-country feminino            |
| Lesya Kalytovska          | UKR Ucrânia           | Pista      | Perseguição por equipes feminino  |
| Wong Kam-po               | HKG Hong Kong         | Estrada    | Corrida em estrada masculina      |
| Willy Kanis               | NED Países Baixos     | Pista      | Velocidade feminino               |
| Willy Kanis               | NED Países Baixos     | Pista      | Keirin feminino                   |
| Willy Kanis               | NED Países Baixos     | Pista      | Velocidade por equipes feminino   |
| Gabor Kasa                | SRB Sérvia            | Estrada    | Corrida em estrada masculina      |
| Rie Katayama              | JPN Japão             | MTB        | Cross-country feminino            |
| Pavel Kelemen             | CZE Chéquia           | Pista      | Velocidade masculino              |
| Peter Kennaugh            | GBR Grã-Bretanha      | Pista      | Perseguição por equipes masculino |
| Jason Kenny               | GBR Grã-Bretanha      | Pista      | Velocidade masculino              |
| Jason Kenny               | GBR Grã-Bretanha      | Pista      | Velocidade por equipes masculino  |
| Park Keon-Woo             | KOR Coreia do Sul     | Pista      | Perseguição por equipes masculino |
| Gerhard Kerschbaumer      | ITA Itália            | MTB        | Cross-country masculino           |
| Choi Ki Ho                | HKG Hong Kong         | Pista      | Omnium masculino                  |
| Jo Kiesanowski            | NZL Nova Zelândia     | Pista      | Omnium feminino                   |
| Liam Killeen              | GBR Grã-Bretanha      | MTB        | Cross-country masculino           |
| Danielle King             | GBR Grã-Bretanha      | Pista      | Perseguição por equipes feminino  |
| Brian Kirkham             | AUS Austrália         | BMX        | BMX masculino                     |
| Vasil Kiryienka           | BLR Bielorrússia      | Estrada    | Corrida em estrada masculina      |
| Vasil Kiryienka           | BLR Bielorrússia      | Estrada    | Estrada contrarrelógio masculino  |
| Blaža Klemenčič           | SLO Eslovênia         | MTB        | Cross-country feminino            |
| Roger Kluge               | GER Alemanha          | Pista      | Omnium masculino                  |
| Vera Koedooder            | NED Países Baixos     | Pista      | Perseguição por equipes feminino  |
| Alexandr Kolobnev         | RUS Rússia            | Estrada    | Corrida em estrada masculina      |
| Marek Konwa               | POL Polônia           | MTB        | Cross-country masculino           |
| Evgeny Kovalev            | RUS Rússia            | Pista      | Perseguição por equipes masculino |
| Ivan Kovalev              | RUS Rússia            | Pista      | Perseguição por equipes masculino |
| Roman Kreuziger           | CZE Chéquia           | Estrada    | Corrida em estrada masculina      |
| Alexander Kristoff        | NOR Noruega           | Estrada    | Corrida em estrada masculina      |
| Dmytro Krivtsov           | UKR Ucrânia           | Estrada    | Corrida em estrada masculina      |
| Simona Krupeckaitė        | LTU Lituânia          | Pista      | Velocidade feminino               |
| Simona Krupeckaitė        | LTU Lituânia          | Pista      | Keirin feminino                   |
| Sergey Kucherov           | RUS Rússia            | Pista      | Velocidade por equipes masculino  |
| Kamil Kuczynski           | POL Polônia           | Pista      | Keirin masculino                  |
| Kamil Kuczynski           | POL Polônia           | Pista      | Velocidade por equipes masculino  |
| Jaroslav Kulhavý          | CZE Chéquia           | MTB        | Cross-country masculino           |
| Michał Kwiatkowski        | POL Polônia           | Estrada    | Corrida em estrada masculina      |
| Kemal Küçükbay            | TUR Turquia           | Estrada    | Corrida em estrada masculina      |
| Romana Labounková         | CZE Chéquia           | BMX        | BMX feminino                      |
| Vegard Laengen            | NOR Noruega           | Estrada    | Corrida em estrada masculina      |
| Azzedine Lagab            | ALG Argélia           | Estrada    | Corrida em estrada masculina      |
| Sergey Lagutin            | UZB Uzbequistão       | Estrada    | Corrida em estrada masculina      |
| Mouhcine Lahsaini         | MAR Marrocos          | Estrada    | Estrada contrarrelógio masculino  |
| Mouhcine Lahsaini         | MAR Marrocos          | Estrada    | Corrida em estrada masculina      |
| Sebastian Langeveld       | NED Países Baixos     | Estrada    | Corrida em estrada masculina      |
| Daniela Larreal           | VEN Venezuela         | Pista      | Velocidade feminino               |
| Daniela Larreal           | VEN Venezuela         | Pista      | Keirin feminino                   |
| Daniela Larreal           | VEN Venezuela         | Pista      | Velocidade por equipes feminino   |
| Gustav Larsson            | SWE Suécia            | Estrada    | Corrida em estrada masculina      |
| Gustav Larsson            | SWE Suécia            | Estrada    | Estrada contrarrelógio masculino  |
| Annie Last                | GBR Grã-Bretanha      | MTB        | Cross-country feminino            |
| Laëtitia Le Corguillé     | FRA França            | BMX        | BMX feminino                      |
| Bobby Lea                 | USA Estados Unidos    | Pista      | Omnium masculino                  |
| Eva Lechner               | ITA Itália            | MTB        | Cross-country feminino            |
| Zhang Lei                 | CHN China             | Pista      | Velocidade por equipes masculino  |
| Katrin Leumann            | SUI Suíça             | MTB        | Cross-country feminino            |
| Maximilian Levy           | GER Alemanha          | Pista      | Keirin masculino                  |
| Maximilian Levy           | GER Alemanha          | Pista      | Velocidade por equipes masculino  |
| Huang Li                  | CHN China             | Pista      | Omnium feminino                   |
| Carlos Linarez            | VEN Venezuela         | Pista      | Omnium masculino                  |
| Xin Liu                   | CHN China             | Estrada    | Corrida em estrada masculina      |
| Nicholas Long             | USA Estados Unidos    | BMX        | BMX masculino                     |
| Krisztián Lovassy         | HUN Hungria           | Estrada    | Corrida em estrada masculina      |
| Kayono Maeda              | JPN Japão             | Pista      | Velocidade feminino               |
| Christine Majerus         | LUX Luxemburgo        | Estrada    | Corrida em estrada feminina       |
| Rene Mandri               | EST Estônia           | Estrada    | Corrida em estrada masculina      |
| Jutatip Maneephan         | THA Tailândia         | Estrada    | Corrida em estrada feminina       |
| Luis Mansilla             | CHI Chile             | Pista      | Omnium masculino                  |
| Sergio Mantecon-Gutiérrez | ESP Espanha           | MTB        | Cross-country masculino           |
| César Marcano             | VEN Venezuela         | Pista      | Velocidade por equipes masculino  |
| Alexei Markov             | RUS Rússia            | Pista      | Perseguição por equipes masculino |
| Karl Markt                | AUT Áustria           | MTB        | Cross-country masculino           |
| Lucy Martin               | GBR Grã-Bretanha      | Estrada    | Corrida em estrada feminina       |
| Tony Martin               | GER Alemanha          | Estrada    | Corrida em estrada masculina      |
| Tony Martin               | GER Alemanha          | Estrada    | Estrada contrarrelógio masculino  |
| Dan Martin                | IRL Irlanda           | Estrada    | Corrida em estrada masculina      |
| Hodei Mazquiaran          | ESP Espanha           | Pista      | Velocidade masculino              |
| David McCann              | IRL Irlanda           | Estrada    | Corrida em estrada masculina      |
| David McCann              | IRL Irlanda           | Estrada    | Estrada contrarrelógio masculino  |
| Daniel McConnell          | AUS Austrália         | MTB        | Cross-country masculino           |
| Kaarle McCulloch          | AUS Austrália         | Pista      | Velocidade por equipes feminino   |
| Anna Meares               | AUS Austrália         | Pista      | Velocidade feminino               |
| Anna Meares               | AUS Austrália         | Pista      | Keirin feminino                   |
| Anna Meares               | AUS Austrália         | Pista      | Velocidade por equipes feminino   |
| Hsiao Mei-yu              | TPE Taipé Chinês      | Estrada    | Corrida em estrada feminina       |
| Hsiao Mei-yu              | TPE Taipé Chinês      | Estrada    | Omnium feminino                   |
| Marlies Mejias            | CUB Cuba              | Pista      | Omnium feminino                   |
| Denis Menchov             | RUS Rússia            | Estrada    | Corrida em estrada masculina      |
| Denis Menchov             | RUS Rússia            | Estrada    | Estrada contrarrelógio masculino  |
| Zhang Miao                | CHN China             | Pista      | Velocidade masculino              |
| Zhang Miao                | CHN China             | Pista      | Keirin masculino                  |
| Zhang Miao                | CHN China             | Pista      | Velocidade por equipes masculino  |
| Moritz Milatz             | GER Alemanha          | MTB        | Cross-country masculino           |
| David Millar              | GBR Grã-Bretanha      | Estrada    | Corrida em estrada masculina      |
| Lee Min-Hye               | KOR Coreia do Sul     | Pista      | Omnium feminino                   |
| Ethan Mitchell            | NZL Nova Zelândia     | Pista      | Velocidade por equipes masculino  |
| Emilie Moberg             | NOR Noruega           | Estrada    | Corrida em estrada feminina       |
| Sacha Modolo              | ITA Itália            | Estrada    | Corrida em estrada masculina      |
| Paolo Montoya             | CRC Costa Rica        | MTB        | Cross-country masculino           |
| Moana Moo Caille          | FRA França            | BMX        | BMX masculino                     |
| Ashleigh Moolman          | RSA África do Sul     | Estrada    | Corrida em estrada feminina       |
| Ashleigh Moolman          | RSA África do Sul     | Estrada    | Estrada contrarrelógio masculino  |
| Adelheid Morath           | GER Alemanha          | MTB        | Cross-country feminino            |
| Teun Mulder               | NED Países Baixos     | Pista      | Keirin masculino                  |
| Fatehah Mustapa           | MAS Malásia           | Pista      | Keirin feminino                   |
| Paola Muñoz               | CHI Chile             | Estrada    | Corrida em estrada feminina       |
| Michael Mørkøv            | DEN Dinamarca         | Pista      | Perseguição por equipes masculino |
| Giorgi Nadiradze          | GEO Geórgia           | Estrada    | Corrida em estrada masculina      |
| Seiichiro Nakagawa        | JPN Japão             | Pista      | Velocidade masculino              |
| Seiichiro Nakagawa        | JPN Japão             | Pista      | Velocidade por equipes masculino  |
| Kateřina Nash             | CZE Chéquia           | MTB        | Cross-country feminino            |
| Ramūnas Navardauskas      | LTU Lituânia          | Estrada    | Corrida em estrada masculina      |
| Ramūnas Navardauskas      | LTU Lituânia          | Estrada    | Estrada contrarrelógio masculino  |
| Magno Nazaret             | BRA Brasil            | Estrada    | Corrida em estrada masculina      |
| Magno Nazaret             | BRA Brasil            | Estrada    | Estrada contrarrelógio masculino  |
| Amber Neben               | USA Estados Unidos    | Estrada    | Corrida em estrada feminina       |
| Amber Neben               | USA Estados Unidos    | Estrada    | Estrada contrarrelógio feminino   |
| Andrei Nechita            | ROU Romênia           | Estrada    | Corrida em estrada masculina      |
| Candice Neethling         | RSA África do Sul     | MTB        | Cross-country feminino            |
| Sifiso Nhlapo             | RSA África do Sul     | BMX        | BMX masculino                     |
| Vincenzo Nibali           | ITA Itália            | Estrada    | Corrida em estrada masculina      |
| Jaime Nielsen             | NZL Nova Zelândia     | Pista      | Perseguição por equipes feminino  |
| Mathias Møller Nielsen    | DEN Dinamarca         | Pista      | Perseguição por equipes masculino |
| Yudai Nitta               | JPN Japão             | Pista      | Velocidade por equipes masculino  |
| Adrien Niyonshuti         | RWA Ruanda            | MTB        | Cross-country masculino           |
| Lars Petter Nordhaug      | NOR Noruega           | Estrada    | Corrida em estrada masculina      |
| Joëlle Numainville        | CAN Canadá            | Estrada    | Corrida em estrada feminina       |
| Tory Nyhaug               | CAN Canadá            | BMX        | BMX masculino                     |
| Sven Nys                  | BEL Bélgica           | MTB        | Cross-country masculino           |
| Ralph Näf                 | SUI Suíça             | MTB        | Cross-country masculino           |
| Stuart O'Grady            | AUS Austrália         | Estrada    | Corrida em estrada masculina      |
| Glenn O'Shea              | AUS Austrália         | Pista      | Omnium masculino                  |
| Glenn O'Shea              | AUS Austrália         | Pista      | Perseguição por equipes masculino |
| Leire Olaberria           | ESP Espanha           | Pista      | Omnium feminino                   |
| Shelley Olds              | USA Estados Unidos    | Estrada    | Corrida em estrada masculina      |
| Nelson Oliveira           | POR Portugal          | Estrada    | Corrida em estrada masculina      |
| Nelson Oliveira           | POR Portugal          | Estrada    | Estrada contrarrelógio masculino  |
| Carlos Oquendo            | COL Colômbia          | BMX        | BMX masculino                     |
| Elisabeth Osl             | AUT Áustria           | MTB        | Cross-country feminino            |
| Muhamad Othman            | MAS Malásia           | Estrada    | Corrida em estrada masculina      |
| Hector Paez               | COL Colômbia          | MTB        | Cross-country masculino           |
| Mariana Pajón             | COL Colômbia          | BMX        | BMX feminino                      |
| Olga Panarina             | BLR Bielorrússia      | Pista      | Velocidade feminino               |
| Olga Panarina             | BLR Bielorrússia      | Pista      | Keirin feminino                   |
| Gregory Panizo            | BRA Brasil            | Estrada    | Corrida em estrada masculina      |
| Larisa Pankova            | RUS Rússia            | Estrada    | Corrida em estrada feminina       |
| Luca Paolini              | ITA Itália            | Estrada    | Corrida em estrada masculina      |
| Aksana Papko              | BLR Bielorrússia      | Pista      | Perseguição por equipes feminino  |
| András Parti              | HUN Hungria           | MTB        | Cross-country masculino           |
| Katarzyna Pawłowska       | POL Polônia           | Estrada    | Corrida em estrada feminina       |
| Evgeniy Pechenin          | RUS Rússia            | MTB        | Cross-country masculino           |
| Victoria Pendleton        | GBR Grã-Bretanha      | Pista      | Velocidade feminino               |
| Victoria Pendleton        | GBR Grã-Bretanha      | Pista      | Keirin feminino                   |
| Victoria Pendleton        | GBR Grã-Bretanha      | Pista      | Velocidade por equipes feminino   |
| Catharine Pendrel         | CAN Canadá            | MTB        | Cross-country masculino           |
| Juan Peralta              | ESP Espanha           | Pista      | Keirin masculino                  |
| Shane Perkins             | AUS Austrália         | Pista      | Velocidade masculino              |
| Shane Perkins             | AUS Austrália         | Pista      | Keirin masculino                  |
| Shane Perkins             | AUS Austrália         | Pista      | Velocidade por equipes masculino  |
| Danail Petrov             | BUL Bulgária          | Estrada    | Corrida em estrada masculina      |
| Njisane Phillip           | TRI Trinidad e Tobago | Pista      | Velocidade masculino              |
| Njisane Phillip           | TRI Trinidad e Tobago | Pista      | Keirin masculino                  |
| Liam Phillips             | GBR Grã-Bretanha      | BMX        | BMX masculino                     |
| Taylor Phinney            | USA Estados Unidos    | Estrada    | Corrida em estrada masculina      |
| Taylor Phinney            | USA Estados Unidos    | Estrada    | Estrada contrarrelógio masculino  |
| Kurt Pickard              | NZL Nova Zelândia     | BMX        | BMX masculino                     |
| Amy Pieters               | NED Países Baixos     | Pista      | Perseguição por equipes feminino  |
| Marco Pinotti             | ITA Itália            | Estrada    | Corrida em estrada masculina      |
| Marco Pinotti             | ITA Itália            | Estrada    | Estrada contrarrelógio masculino  |
| Ernesto Pizarro           | ARG Argentina         | BMX        | BMX masculino                     |
| Max Plaxton               | CAN Canadá            | MTB        | Cross-country masculino           |
| Angel Polgar              | VEN Venezuela         | Pista      | Velocidade por equipes masculino  |
| Maaike Polspoel           | BEL Bélgica           | Estrada    | Corrida em estrada feminina       |
| Emma Pooley               | GBR Grã-Bretanha      | Estrada    | Corrida em estrada feminina       |
| Emma Pooley               | GBR Grã-Bretanha      | Estrada    | Estrada contrarrelógio feminino   |
| Alise Post                | USA Estados Unidos    | BMX        | BMX feminino                      |
| Magalie Pottier           | FRA França            | BMX        | BMX feminino                      |
| Fabian Puerta             | COL Colômbia          | Pista      | Keirin masculino                  |
| Jean-Christophe Péraud    | FRA França            | MTB        | Cross-country masculino           |
| Walter Pérez              | ARG Argentina         | Pista      | Omnium masculino                  |
| Shi Qinglan               | CHN China             | MTB        | Cross-country feminino            |
| Rasmus Quaade             | DEN Dinamarca         | Pista      | Perseguição por equipes masculino |
| Denise Ramsden            | CAN Canadá            | Estrada    | Corrida em estrada feminina       |
| Denise Ramsden            | CAN Canadá            | Estrada    | Estrada contrarrelógio feminino   |
| Héctor Rangel             | MEX México            | Estrada    | Corrida em estrada masculina      |
| Grégory Rast              | SUI Suíça             | Estrada    | Corrida em estrada masculina      |
| Shanaze Reade             | GBR Grã-Bretanha      | BMX        | BMX feminino                      |
| Jennie Reed               | USA Estados Unidos    | Pista      | Perseguição por equipes feminino  |
| Lauren Reynolds           | AUS Austrália         | BMX        | BMX feminino                      |
| Renato Rezende            | BRA Brasil            | BMX        | BMX masculino                     |
| Maximiliano Richeze       | ARG Argentina         | Estrada    | Corrida em estrada masculina      |
| Vilma Rimšaitė            | LTU Lituânia          | BMX        | BMX feminino                      |
| Roger Rinderknecht        | SUI Suíça             | BMX        | BMX masculino                     |
| Kevin Rios                | COL Colômbia          | Pista      | Perseguição por equipes masculino |
| Nicolas Roche             | IRL Irlanda           | Estrada    | Corrida em estrada masculina      |
| Manuel Rodas              | GUA Guatemala         | Estrada    | Corrida em estrada masculina      |
| Jackson Rodríguez         | VEN Venezuela         | Estrada    | Corrida em estrada masculina      |
| Jürgen Roelandts          | BEL Bélgica           | Estrada    | Corrida em estrada masculina      |
| Michael Rogers            | AUS Austrália         | Estrada    | Corrida em estrada masculina      |
| Michael Rogers            | AUS Austrália         | Estrada    | Estrada contrarrelógio masculino  |
| Radoslav Rogina           | CRO Croácia           | Estrada    | Corrida em estrada masculina      |
| José Joaquín Rojas        | ESP Espanha           | Estrada    | Corrida em estrada masculina      |
| Weimar Roldán             | COL Colômbia          | Pista      | Perseguição por equipes masculino |
| Evgenia Romanyuta         | RUS Rússia            | Pista      | Omnium feminino                   |
| David Rosa                | POR Portugal          | MTB        | Cross-country masculino           |
| Joanna Rowsell            | GBR Grã-Bretanha      | Pista      | Perseguição por equipes feminino  |
| Amir Rusli                | MAS Malásia           | Estrada    | Corrida em estrada masculina      |
| Marc Ryan                 | NZL Nova Zelândia     | Pista      | Perseguição por equipes masculino |
| Sergiy Rysenko            | UKR Ucrânia           | MTB        | Cross-country masculino           |
| Peter Sagan               | SVK Eslováquia        | Estrada    | Corrida em estrada masculina      |
| Branislau Samoilau        | BLR Bielorrússia      | Estrada    | Corrida em estrada masculina      |
| Clara Sanchez             | FRA França            | Pista      | Keirin feminino                   |
| Clara Sanchez             | FRA França            | Pista      | Omnium feminino                   |
| Aleksejs Saramotins       | LAT Letônia           | Estrada    | Corrida em estrada masculina      |
| Daniel Schorn             | AUT Áustria           | Estrada    | Corrida em estrada masculina      |
| Samuel Schultz            | USA Estados Unidos    | MTB        | Cross-country masculino           |
| Nino Schurter             | SUI Suíça             | MTB        | Cross-country masculino           |
| Michael Schär             | SUI Suíça             | Estrada    | Corrida em estrada masculina      |
| Park Seon-Ho              | KOR Coreia do Sul     | Pista      | Perseguição por equipes masculino |
| Jesse Sergent             | NZL Nova Zelândia     | Pista      | Perseguição por equipes masculino |
| Alexander Serov           | RUS Rússia            | Pista      | Perseguição por equipes masculino |
| Choi Seung-Woo            | KOR Coreia do Sul     | Pista      | Perseguição por equipes masculino |
| Alison Shanks             | NZL Nova Zelândia     | Pista      | Perseguição por equipes feminino  |
| Tatsiana Sharakova        | BLR Bielorrússia      | Pista      | Omnium feminino                   |
| Tatsiana Sharakova        | BLR Bielorrússia      | Pista      | Perseguição por equipes feminino  |
| Guo Shuang                | CHN China             | Pista      | Velocidade feminino               |
| Guo Shuang                | CHN China             | Pista      | Keirin feminino                   |
| Guo Shuang                | CHN China             | Pista      | Velocidade por equipes feminino   |
| Lyubov Shulika            | UKR Ucrânia           | Pista      | Velocidade feminino               |
| Lyubov Shulika            | UKR Ucrânia           | Pista      | Keirin feminino                   |
| Lyubov Shulika            | UKR Ucrânia           | Pista      | Velocidade por equipes feminino   |
| Marcel Sieberg            | GER Alemanha          | Estrada    | Corrida em estrada masculina      |
| Kévin Sireau              | FRA França            | Pista      | Velocidade por equipes masculino  |
| Laura Smulders            | NED Países Baixos     | BMX        | BMX feminino                      |
| Mehdi Sohrabi             | IRI Irã               | Estrada    | Corrida em estrada masculina      |
| Catriel Soto              | ARG Argentina         | MTB        | Cross-country masculino           |
| Jorge Soto                | URU Uruguai           | Estrada    | Corrida em estrada masculina      |
| Sabine Spitz              | GER Alemanha          | MTB        | Cross-country feminino            |
| Amanda Spratt             | AUS Austrália         | Estrada    | Corrida em estrada feminina       |
| Burry Stander             | RSA África do Sul     | MTB        | Cross-country masculino           |
| Ian Stannard              | GBR Grã-Bretanha      | Estrada    | Corrida em estrada masculina      |
| Squel Stein               | BRA Brasil            | BMX        | BMX feminino                      |
| Evelyn Stevens            | USA Estados Unidos    | Estrada    | Corrida em estrada feminina       |
| Ivan Stević               | SRB Sérvia            | Estrada    | Corrida em estrada masculina      |
| Wim Stroetinga            | NED Países Baixos     | Pista      | Perseguição por equipes masculino |
| Monique Sullivan          | CAN Canadá            | Pista      | Velocidade feminino               |
| Monique Sullivan          | CAN Canadá            | Pista      | Keirin feminino                   |
| Jang Sun-jae              | KOR Coreia do Sul     | Pista      | Perseguição por equipes masculino |
| Scott Sunderland          | AUS Austrália         | Pista      | Velocidade por equipes masculino  |
| Pia Sundstedt             | FIN Finlândia         | Estrada    | Corrida em estrada feminina       |
| Pia Sundstedt             | FIN Finlândia         | Estrada    | Estrada contrarrelógio feminino   |
| Park Sung-baek            | KOR Coreia do Sul     | Estrada    | Corrida em estrada masculina      |
| Luis León Sánchez         | ESP Espanha           | Estrada    | Corrida em estrada masculina      |
| Luis León Sánchez         | ESP Espanha           | Estrada    | Estrada contrarrelógio masculino  |
| Isabelle Söderberg        | SWE Suécia            | Estrada    | Corrida em estrada feminina       |
| Nicki Sørensen            | DEN Dinamarca         | Estrada    | Corrida em estrada masculina      |
| Esther Süss               | SUI Suíça             | MTB        | Cross-country feminino            |
| Lauren Tamayo             | USA Estados Unidos    | Pista      | Perseguição por equipes feminino  |
| Ioannis Tamouridis        | GRE Grécia            | Estrada    | Corrida em estrada masculina      |
| Elena Tchalykh            | AZE Azerbaijão        | Estrada    | Corrida em estrada feminina       |
| Elena Tchalykh            | AZE Azerbaijão        | Estrada    | Estrada contrarrelógio feminino   |
| Daniel Teklehaymanot      | ERI Eritreia          | Estrada    | Corrida em estrada masculina      |
| Stéphane Tempier          | FRA França            | MTB        | Cross-country masculino           |
| Niki Terpstra             | NED Países Baixos     | Estrada    | Corrida em estrada masculina      |
| Eloy Teruel               | ESP Espanha           | Pista      | Omnium feminino                   |
| Eloy Teruel               | ESP Espanha           | Pista      | Perseguição por equipes masculino |
| Ina-Yoko Teutenberg       | GER Alemanha          | Estrada    | Corrida em estrada feminina       |
| Morten Therkildsen        | DEN Dinamarca         | BMX        | BMX masculino                     |
| Geraint Thomas            | GBR Grã-Bretanha      | Pista      | Perseguição por equipes masculino |
| Josephine Tomic           | AUS Austrália         | Pista      | Perseguição por equipes feminino  |
| Grete Treier              | EST Estônia           | Estrada    | Corrida em estrada feminina       |
| Edžus Treimanis           | LAT Letônia           | BMX        | BMX masculino                     |
| Laura Trott               | GBR Grã-Bretanha      | Pista      | Omnium feminino                   |
| Laura Trott               | GBR Grã-Bretanha      | Pista      | Perseguição por equipes feminino  |
| Olena Tsyos               | UKR Ucrânia           | Pista      | Velocidade por equipes feminino   |
| Miguel Ubeto              | VEN Venezuela         | Estrada    | Corrida em estrada masculina      |
| Rigoberto Urán            | COL Colômbia          | Estrada    | Corrida em estrada masculina      |
| Rubens Donizete Valeriano | BRA Brasil            | MTB        | Cross-country masculino           |
| Alejandro Valverde        | ESP Espanha           | Estrada    | Corrida em estrada masculina      |
| Greg Van Avermaet         | BEL Bélgica           | Estrada    | Corrida em estrada masculina      |
| Gijs van Hoecke           | BEL Bélgica           | Pista      | Omnium masculino                  |
| Gijs van Hoecke           | BEL Bélgica           | Pista      | Perseguição por equipes masculino |
| Kevin van Hoovels         | BEL Bélgica           | MTB        | Cross-country masculino           |
| Simon van Velthooven      | NZL Nova Zelândia     | Pista      | Keirin masculino                  |
| Simon van Velthooven      | NZL Nova Zelândia     | Pista      | Velocidade por equipes masculino  |
| Stijn Vandenbergh         | BEL Bélgica           | Estrada    | Corrida em estrada masculina      |
| Jessica Varnish           | GBR Grã-Bretanha      | Pista      | Velocidade por equipes feminino   |
| Sebastian Vedri           | ESP Espanha           | Pista      | Perseguição por equipes masculino |
| Rihards Veide             | LAT Letônia           | BMX        | BMX masculino                     |
| Jussi Veikkanen           | FIN Finlândia         | Estrada    | Corrida em estrada masculina      |
| Tim Veldt                 | NED Países Baixos     | Pista      | Perseguição por equipes masculino |
| Joseph Veloce             | CAN Canadá            | Pista      | Keirin masculino                  |
| Francisco Ventoso         | ESP Espanha           | Estrada    | Corrida em estrada masculina      |
| Mariaesthela Vilera       | VEN Venezuela         | Pista      | Velocidade por equipes feminino   |
| Linda Villumsen           | NZL Nova Zelândia     | Estrada    | Corrida em estrada feminina       |
| Linda Villumsen           | NZL Nova Zelândia     | Estrada    | Estrada contrarrelógio feminino   |
| Alexander Vinokourov      | KAZ Cazaquistão       | Estrada    | Corrida em estrada masculina      |
| Alexander Vinokourov      | KAZ Cazaquistão       | Estrada    | Estrada contrarrelógio masculino  |
| Elia Viviani              | ITA Itália            | Estrada    | Corrida em estrada masculina      |
| Elia Viviani              | ITA Itália            | Pista      | Omnium masculino                  |
| Annemiek van Vleuten      | NED Países Baixos     | Estrada    | Corrida em estrada feminina       |
| Kristina Vogel            | GER Alemanha          | Pista      | Velocidade feminino               |
| Kristina Vogel            | GER Alemanha          | Pista      | Keirin feminino                   |
| Kristina Vogel            | GER Alemanha          | Pista      | Velocidade por equipes feminino   |
| Florian Vogel             | SUI Suíça             | MTB        | Cross-country masculino           |
| Christos Volikakis        | GRE Grécia            | Pista      | Keirin masculino                  |
| Zafeiris Volikakis        | GRE Grécia            | Pista      | Velocidade masculino              |
| Casper von Folsach        | DEN Dinamarca         | Pista      | Perseguição por equipes masculino |
| Marianne Vos              | NED Países Baixos     | Estrada    | Corrida em estrada feminina       |
| Marianne Vos              | NED Países Baixos     | Estrada    | Estrada contrarrelógio feminino   |
| Lee Wai Sze               | HKG Hong Kong         | Pista      | Velocidade feminino               |
| Lee Wai Sze               | HKG Hong Kong         | Pista      | Keirin feminino                   |
| Sarah Walker              | NZL Nova Zelândia     | BMX        | BMX feminino                      |
| Kazunari Watanabe         | JPN Japão             | Pista      | Keirin masculino                  |
| Kazunari Watanabe         | JPN Japão             | Pista      | Velocidade por equipes masculino  |
| Jimmy Watkins             | USA Estados Unidos    | Pista      | Velocidade masculino              |
| Tong Weisong              | CHN China             | MTB        | Cross-country masculino           |
| Todd Wells                | USA Estados Unidos    | MTB        | Cross-country masculino           |
| Miriam Welte              | GER Alemanha          | Pista      | Velocidade por equipes feminino   |
| Jiang Wenwen              | CHN China             | Pista      | Perseguição por equipes feminino  |
| Lieuwe Westra             | NED Países Baixos     | Estrada    | Corrida em estrada masculina      |
| Lieuwe Westra             | NED Países Baixos     | Estrada    | Estrada contrarrelógio masculino  |
| Tara Whitten              | CAN Canadá            | Pista      | Omnium feminino                   |
| Tara Whitten              | CAN Canadá            | Pista      | Perseguição por equipes feminino  |
| Bradley Wiggins           | GBR Grã-Bretanha      | Estrada    | Corrida em estrada masculina      |
| Bradley Wiggins           | GBR Grã-Bretanha      | Estrada    | Estrada contrarrelógio masculino  |
| Kirsten Wild              | NED Países Baixos     | Pista      | Omnium feminino                   |
| Kirsten Wild              | NED Países Baixos     | Pista      | Perseguição por equipes feminino  |
| Marc Willers              | NZL Nova Zelândia     | BMX        | BMX masculino                     |
| Sam Willoughby            | AUS Austrália         | BMX        | BMX masculino                     |
| Joanna van de Winkel      | RSA África do Sul     | Estrada    | Corrida em estrada feminina       |
| Malgorzata Wojtyra        | POL Polônia           | Pista      | Omnium feminino                   |
| Jamie Wong                | HKG Hong Kong         | Estrada    | Corrida em estrada feminina       |
| Trixi Worrack             | GER Alemanha          | Estrada    | Corrida em estrada feminina       |
| Trixi Worrack             | GER Alemanha          | Estrada    | Estrada contrarrelógio feminino   |
| Kohei Yamamoto            | JPN Japão             | MTB        | Cross-country masculino           |
| Khalen Young              | AUS Austrália         | BMX        | BMX masculino                     |
| Olga Zabelinskaya         | RUS Rússia            | Estrada    | Corrida em estrada feminina       |
| Olga Zabelinskaya         | RUS Rússia            | Estrada    | Estrada contrarrelógio feminino   |
| Amir Zargari              | IRI Irã               | Estrada    | Corrida em estrada masculina      |
| Damian Zielinski          | POL Polônia           | Pista      | Velocidade masculino              |
| Damian Zielinski          | POL Polônia           | Pista      | Velocidade por equipes masculino  |
| Kristijan Đurasek         | CRO Croácia           | Estrada    | Corrida em estrada masculina      |
| Jan Škarnitzl             | CZE Chéquia           | MTB        | Cross-country masculino           |
| Denis Špička              | CZE Chéquia           | Pista      | Keirin masculino                  |
| Janka Števková            | SVK Eslováquia        | MTB        | Cross-country feminino            |
| Māris Štrombergs          | LAT Letônia           | BMX        | BMX masculino                     |
| Tanja Žakelj              | SLO Eslovênia         | MTB        | Cross-country feminino            |